# معركة تولفايارفي - أغلايارفي
معركة تولفايارفي ألغايارفي (بالفنلندية: Tolvajärven–Ägläjärven taistelu) خيضت في 12 ديسمبر 1939 بين فنلندا والاتحاد السوفياتي. وكانت أول انتصار كبير للفنلنديين في حرب الشتاء.

## المقدمة
بعد اندلاع حرب الشتاء في 30 نوفمبر، بدأت القوات الفنلندية شمالي بحيرة لادوغا خطط انسحاب مسبقة قبل القيام بارتداد ساحق. لم يكن يعتقد أن بإمكان لسوفييت نشر عدد كبير من القوات في هذه المنطقة الوعرة وعديمة الطرق تقريباً، لكن السوفيات نشروا فرقة كاملة تقدمت على طول الطريق بين بحيرتي سوويارفي وتولفاريارفي (الآن في روسيا). مثـّل التقدم السوفياتي تهديداً خطيراً لخطوط الاتصال الفيلق الفنلندي الرابع. لمواجهة هذا التهديد جمعت القيادة الفنلندية العليا «مجموعة تالفيلا» بقيادة العقيد بآفو تالفيلا.

## القوات
- تكونت «مجموعة تالفيلا» الفنلندية من: فوج المشاة السادس عشر (آر 16) بقيادة آرو باياري، و«مفرزة راسانن» التي تتألف من أربع كتائب منفصلة، ErP 9, ErP 10, ErP 112 و PPP 7، وكتيبة من فوج المدفعية السادس.
- الفرقة 139 السوفياتية، بقيادة الجنرال بلياييف، تتألف من الأفواج 609 و 718 و 364.

## الخطة
خطط الفنلنديون لتطويق الفرقة السوفياتي بهجمات طرفي كماشة عند بحيرتي هيرفاسيارفي وتولفايارفي المجمدتين. كان الهجوم الشمالي في هيرفاسيارفي سيبدأ في الثامنة صباحاً والثاني سيبدأ بمجرد أن يحقق الأول النتائج. تم تعديل هذا لاحقاً ليبدأ كلا الهجومان عند 8:00.

## المعركة
لاقت المجموعة الشمالية المتكونة من كتيبتين حالاً مقاومة سوفياتية. فقد واحهوا الفوج السوفياتي 718 الذي كان يستعد للهجوم على الجناح الفنلندي. من قبل الظهر، انسحبت القوات الفنلندية لخطوطها. على الرغم من أن هذا الهجوم كان فاشلا، ومنعها من مهاجمة 718 الجناح الفنلندي، وكذلك من إرسال تعزيزات إلى الجنوب.
في حين أن كتيبة الثانية من فوج المشاة 16 الفنلندية (الثاني / آر 16) كان يستعد للهجوم على طول الطريق قد توقف من قبل هجوم من فوج 609 السوفياتي. وكان الفنلنديون لا تزال قادرة على الهجوم بعد أن حصلت على بعض الدعم المدفعية. استمر الهجوم نحو الفنلندية يقع الفندق على برزخ رقيقة بين اثنين من البحيرات. قررت باياري لارتكاب احتياطيات له في هجوم كماشة القوات السوفياتية في جميع أنحاء الفندق. في النهاية تم القبض على الفندق وفيها عثر على القتلى قائد الفوج السوفياتي وجميع الأوراق في فوج.
رجع الفنلنديون القهقرة عن منطقة البحيرات ليلا. في الصباح، طلب العقيد تافيلا القيام بهجوم جديد فعادت الفرقة 139 وثم (20-22 ديسمبر) دمرت حوالي أغلايارفي (تبعد نحو 20 من تولفايارفي). حدث تصادم أيضاً مع الفرقة 75 السوفياتي التي أرست كتعزيزات.

## العواقب
فقد الفنلنديون أكثر من 100 قتيل كما جـُرح لهم 250. ويعتقد أن الخسائر السوفياتية قد فاقت 1000 قتيل والكثير من المعدات: مدفعيتي بطاريتين، مدافع AT، وبضع والعشرون دبابة (تي - 26 على سبيل المثال) و 60 رشاشة آلية. كانت المعركة انتصاراً هجومياً هاماً للفنلنديين ومهماً للغاية بالنسبة لمعنويات الجيش الفنلندي ككل.